# Holmby Hills
Holmby Hills est un secteur de Westwood, quartier de la ville de Los Angeles en Californie (États-Unis). Holmby Hills constitue le « Triangle D’or » avec la ville de Beverly Hills  et le quartier de Bel Air.

## Présentation
Holmby Hills constitue le « triangle d'or » du comté de Los Angeles avec la ville de Beverly Hills et le quartier de Bel Air.
Ce quartier très chic comporte le Manoir Playboy. C'est également le lieu de la mort de Michael Jackson (le 25 juin 2009) et de Lillian Disney (le 16 décembre 1997).